# Lijst van voetbalinterlands Salomonseilanden - Tahiti
Deze lijst van voetbalinterlands is een overzicht van alle officiële voetbalwedstrijden tussen de nationale teams van de Salomonseilanden en Tahiti. De landen hebben tot op heden 21 keer tegen elkaar gespeeld. De eerste ontmoeting was een wedstrijd voor de OFC Nations Cup 1980 op 27 februari 1980 in Nouméa (Nieuw-Caledonië). Het laatste duel, een kwalificatiewedstrijd voor het Wereldkampioenschap voetbal 2022, vond plaats op 24 maart 2022 in Doha (Qatar).

## Wedstrijden
| №  | Plaats    | Datum            | Competitie               | Wedstrijd                 | Uitslag |
| -- | --------- | ---------------- | ------------------------ | ------------------------- | ------- |
| 1  | Nouméa    | 27 februari 1980 | OFC Nations Cup 1980     | Tahiti − Salomonseilanden | 12 − 1  |
| 2  | Honiara   | 17 juli 1992     | WK 1994 kwalificatie     | Salomonseilanden − Tahiti | 1 − 1   |
| 3  | Papeete   | 9 oktober 1992   | WK 1994 kwalificatie     | Tahiti − Salomonseilanden | 4 − 2   |
| 4  | Port Vila | 13 december 1993 | South Pacific Games 1993 | Tahiti − Salomonseilanden | 1 − 0   |
| 5  | Papeete   | 19 augustus 1995 | South Pacific Games 1995 | Tahiti − Salomonseilanden | 4 − 2   |
| 6  | Papeete   | 26 augustus 1995 | South Pacific Games 1995 | Tahiti − Salomonseilanden | 2 − 0   |
| 7  | Honiara   | 17 november 1995 | OFC Nations Cup 1996     | Salomonseilanden − Tahiti | 0 − 1   |
| 8  | Papeete   | 11 mei 1996      | OFC Nations Cup 1996     | Tahiti − Salomonseilanden | 2 − 1   |
| 9  | Sydney    | 15 juni 1997     | WK 1998 kwalificatie     | Salomonseilanden − Tahiti | 4 − 1   |
| 10 | Sydney    | 21 juni 1997     | WK 1998 kwalificatie     | Tahiti − Salomonseilanden | 1 − 1   |
| 11 | Auckland  | 13 juni 2001     | WK 2002 kwalificatie     | Tahiti − Salomonseilanden | 2 − 0   |
| 12 | Auckland  | 7 juli 2002      | OFC Nations Cup 2002     | Salomonseilanden − Tahiti | 2 − 3   |
| 13 | Honiara   | 19 mei 2004      | WK 2006 kwalificatie     | Salomonseilanden − Tahiti | 1 − 1   |
| 14 | Adelaide  | 2 juni 2004      | WK 2006 kwalificatie     | Tahiti − Salomonseilanden | 0 − 4   |
| 15 | Honiara   | 8 juni 2012      | WK 2014 kwalificatie     | Tahiti − Salomonseilanden | 1 − 0   |
| 16 | Honiara   | 7 september 2012 | WK 2014 kwalificatie     | Salomonseilanden − Tahiti | 2 − 0   |
| 17 | Papeete   | 22 maart 2013    | WK 2014 kwalificatie     | Tahiti − Salomonseilanden | 2 − 0   |
| 18 | Papeete   | 7 november 2016  | WK 2018 kwalificatie     | Tahiti − Salomonseilanden | 1 − 0   |
| 19 | Honiara   | 13 november 2016 | WK 2018 kwalificatie     | Salomonseilanden − Tahiti | 1 − 0   |
| 20 | Apia      | 11 juli 2019     | Pacific Games 2019       | Salomonseilanden − Tahiti | 0 − 3   |
| 21 | Doha      | 24 maart 2022    | WK 2022 kwalificatie     | Salomonseilanden − Tahiti | 3 − 1   |

## Samenvatting
| Competitie            | Totaal gespeeld | Winst Salomonseil. | Gelijk | Winst Tahiti | Doelsaldo Salomonseil. – Tahiti |
| --------------------- | --------------- | ------------------ | ------ | ------------ | ------------------------------- |
| WK-kwalificatie       | 13              | 5                  | 3      | 5            | 19 − 15                         |
| OFC Nations Cup       | 4               | 0                  | 0      | 4            | 4 − 18                          |
| (South) Pacific Games | 4               | 0                  | 0      | 4            | 2 − 10                          |
| Totaal                | 21              | 5                  | 3      | 13           | 25 − 43                         |

SIFF · 
Salomonseilands vrouwenelftal
Interlands
Tegenstander:
Amerikaans-Samoa ·
Australië ·
Cookeilanden ·
Fiji ·
Guam ·
Hongkong ·
Macau ·
Maleisië ·
Nieuw-Caledonië ·
Nieuw-Zeeland ·
Papoea-Nieuw-Guinea ·
Samoa ·
Singapore ·
Taiwan ·
Tahiti ·
Tonga ·
Vanuatu
FTF · 
A-internationals · 
Tahitiaans vrouwenelftal
1989 – 1999 · 
2000 – 2009 · 
2010 – 2019
Amerikaans-Samoa ·
Australië ·
Cookeilanden ·
Fiji ·
Nieuw-Caledonië ·
Nieuw-Zeeland ·
Nigeria ·
Papoea-Nieuw-Guinea ·
Salomonseilanden ·
Samoa ·
Spanje ·
Tonga ·
Uruguay ·
Vanuatu